# Вітербо

Вітербо (італ. Viterbo) — місто та муніципалітет в Італії, у регіоні Лаціо, столиця провінції Вітербо.
Вітербо розташоване на відстані близько 70 км на північний захід від Рима.
Населення — 67 307 осіб (2014).

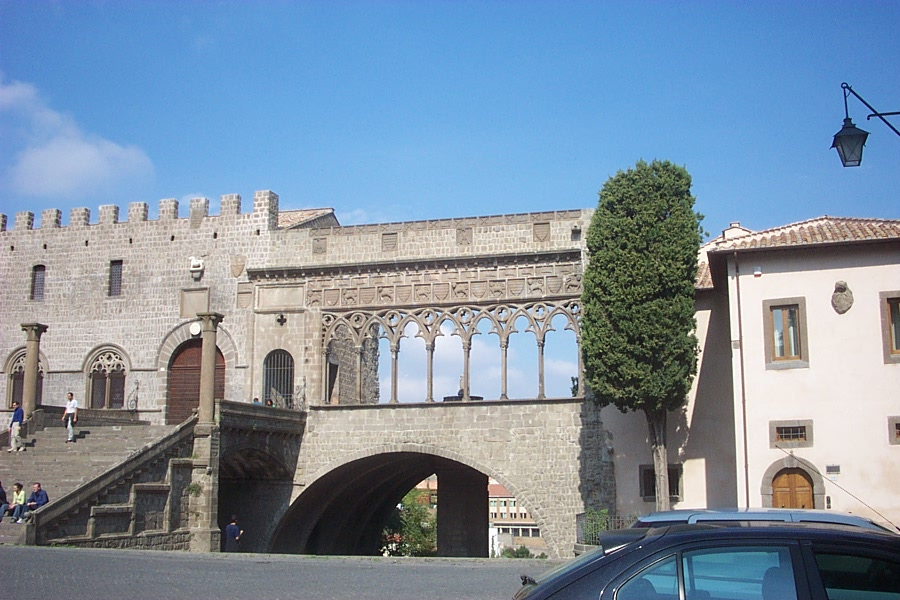

Щорічний фестиваль відбувається 4 вересня та 10 серпня. Покровитель — Santa Rosa.

## Демографія
Населення за роками:

Станом на 1 січня 2023 року в муніципалітеті офіційно проживали 6763 іноземці з 122 країн, серед них 2353 громадяни країн Євросоюзу та 296 громадян України.

## Уродженці
- Леонардо Бонуччі (* 1987) — італійський футболіст.
- Барбара Фрале (* 1950) — італійський палеограф.

## Сусідні муніципалітети
- Баньореджо
- Бомарцо
- Канепіна
- Капрарола
- Челлено
- Чивітелла-д'Альяно
- Граффіньяно
- Марта
- Монте-Романо
- Монтефьясконе
- Рончильйоне
- Соріано-нель-Чиміно
- Тусканія
- Ветралла
- Віторк'яно

## Галерея зображень

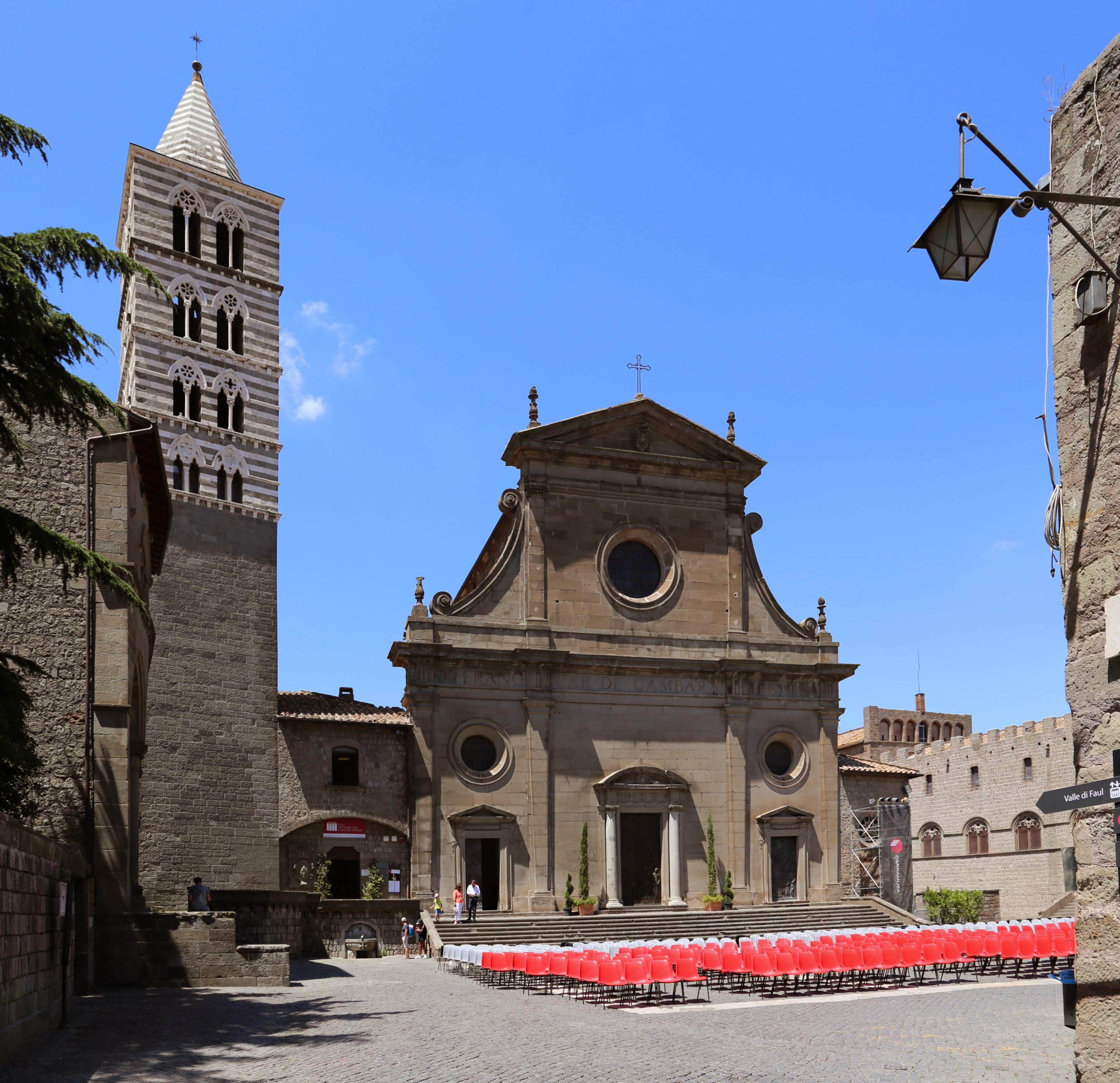
Cattedrale di San Lorenzo
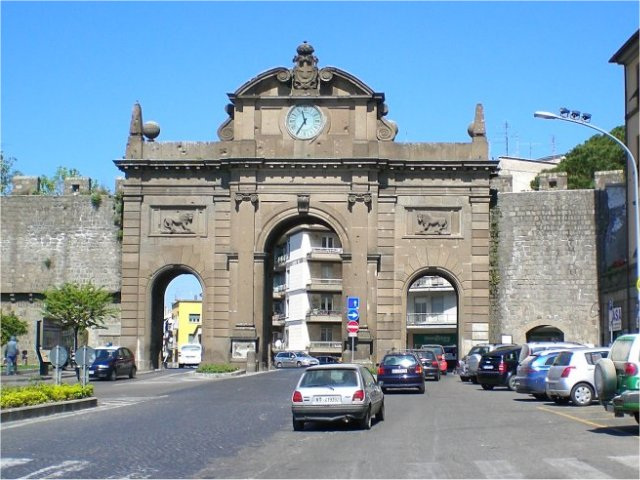
Piazza della Rocca - Vista di Porta Fiorentina